# Meridià 10 a l'est
El meridià 10 a l'est de Greenwich és una línia de longitud que s'estén des del pol Nord a través de l'oceà Àrtic, Europa, l'Àfrica, l'oceà Atlàntic, l'oceà Antàrtic i Antàrtida al pol Sud.
El meridià 10 a l'est forma un cercle màxim amb el meridià 170 a l'oest.
Part de la frontera entre Botswana i Namíbia està definida pel meridià. Com tot els altres meridians, la seva longitud correspon a una semicircumferència terrestre, són 20.003,932 km. Al nivell de l'equador, la seva distància del meridià de Greenwich és de 1.113 km

## De Pol a Pol
Des del pol Nord i dirigint-se cap al sud fins al pol Sud, el meridià 10 a l'Est passa per:
| Coordenades                             | País, territori o mar | Notes |
| --------------------------------------- | --------------------- | --- |
| 90° 0′ N, 10° 0′ E / 90.000°N,10.000°E  | Oceà Àrtic            | |
| 81° 5′ N, 10° 0′ E / 81.083°N,10.000°E  | Oceà Atlàntic         | |
| 64° 5′ N, 10° 0′ E / 64.083°N,10.000°E  | Noruega               | Entra a Stokkøya a Sør-Trøndelag. Surt 3 km al sud-oest de Stavern a Vestfold.                                                                                 |
| 58° 58′ N, 10° 0′ E / 58.967°N,10.000°E | Skagerrak             | |
| 57° 35′ N, 10° 0′ E / 57.583°N,10.000°E | Dinamarca             | Illa Vendsyssel-Thy, península de Jutlàndia i les illes de Funen i Als                                                                                         |
| 54° 43′ N, 10° 0′ E / 54.717°N,10.000°E | Alemanya              | Passa a través del centre de la ciutat vella de Hamburg |
| 47° 29′ N, 10° 0′ E / 47.483°N,10.000°E | Àustria               | |
| 46° 54′ N, 10° 0′ E / 46.900°N,10.000°E | Suïssa                | |
| 46° 17′ N, 10° 0′ E / 46.283°N,10.000°E | Itàlia                | |
| 44° 3′ N, 10° 0′ E / 44.050°N,10.000°E  | Mar Mediterrani       | Passa just a l'est de l'illa de Capraia, Itàlia · Passa just a l'oest de les illes d'Elba i Pianosa, Itàlia · Passa just a l'est de l'illa de Sardenya, Itàlia |
| 37° 15′ N, 10° 0′ E / 37.250°N,10.000°E | Tunísia               | |
| 30° 28′ N, 10° 0′ E / 30.467°N,10.000°E | Líbia                 | |
| 25° 23′ N, 10° 0′ E / 25.383°N,10.000°E | Algèria               | |
| 22° 22′ N, 10° 0′ E / 22.367°N,10.000°E | Níger                 | |
| 13° 10′ N, 10° 0′ E / 13.167°N,10.000°E | Nigèria               | |
| 6° 54′ N, 10° 0′ E / 6.900°N,10.000°E   | Camerun               | |
| 2° 10′ N, 10° 0′ E / 2.167°N,10.000°E   | Guinea Equatorial     | |
| 1° 0′ N, 10° 0′ E / 1.000°N,10.000°E    | Gabon                 | |
| 2° 47′ S, 10° 0′ E / 2.783°S,10.000°E   | Oceà Atlàntic         | |
| 60° 0′ S, 10° 0′ E / 60.000°S,10.000°E  | Oceà Antàrtic         | |
| 69° 53′ S, 10° 0′ E / 69.883°S,10.000°E | Antàrtida             | Terra de la Reina Maud, reclamada Noruega |